# 刘廷龙
刘廷龙（1962年2月15日—），男，祖籍安徽怀远，出生于新疆哈密。毕业于安徽师范大学美术系，现任安徽省书画院院长，国家一级美术师。

## 艺术贡献
书法作品多次参加全国书法篆刻作品展、“兰亭奖”书法篆刻展、中国书法兰亭雅集42人展等重要展览，荣获全国第七届书法篆刻作品展全国奖、全国第三届中青年书法篆刻展一等奖、全国首届中青年“书苑撷英”一等奖等多个奖项。作品被中国美术馆、广东美术馆收藏，巨幅山水画《秋风万壑图》被人民大会堂收藏。2015年获国务院特殊津贴。

## 社会兼职
中国书法家协会会员，中国美术家协会会员，安徽省书法家协会副主席，安徽省中国画学会副主席，安徽大学美术学院特聘教授，安徽师范大学美术学院兼职教授、硕士生导师。